# Sint-Johanneskathedraal (Toruń)
De Sint-Johanneskathedraal, voluit Kathedraal van Johannes de Doper en Johannes de Evangelist (Pools: Bazylika katedralna św. Jana Chrzciciela i św. Jana Ewangelisty, Duits: Dom St. Johannes), in de Poolse stad Toruń is de kathedraal van het bisdom Toruń. Deze kathedraal is gelegen in de Binnenstad van Toruń, dat onderdeel uitmaakt van de Werelderfgoedlijst van UNESCO. De kerk heeft delen die gebouwd zijn in gotische stijl en in barokke stijl. Een deel van de altaren is barok. Het exterieur van de kerk is een voorbeeld van baksteengotiek.

## Geschiedenis
De oudste delen van de kerk stammen uit 1250 en zijn gebouwd in gotische stijl en de laatste toevoegingen aan het exterieur stammen uit de periode rond 1500 en zijn voltooid door architect Hans Gotland. De toren werd voltooid in 1433. Het oudste deel van de kerk is het presbyterium, echter zijn de fresco's hierop pas in de 16e eeuw aangebracht. Aan de kerk is dus zo'n 250 jaar gebouwd. Een bijzondere bezienswaardigheid in deze kerk is het doopvont waarin de wiskundige en astronoom Nicolaas Copernicus gedoopt is. Deze doopvont is te vinden in een kapel, nabij het priesterkoor dat geheel aan deze bekende Toruner/Thorner is gewijd. Copernicus is echter begraven in de Kathedrale basiliek van Maria-Hemelvaart en Sint-Andreas in Frauenburg. De kerk was tot de Tweede Vrede van Thorn onder het patronage van de Duitse Orde, daarna viel deze eer tot 1501 toe aan de Koningen van Polen en aansluitend aan de stad zelf. Tot 1530 werd de kerk gebruikt voor de Katholieke eredienst, tussen 1530 en 1583 was de kerk Luthers, vanaf 1583 tot 1596 werd de kerk voor beide erediensten gebruikt en vanaf de Contrareformatie in 1596 is de kerk weer in handen van de Rooms-Katholieke kerk.

## Afbeeldingen

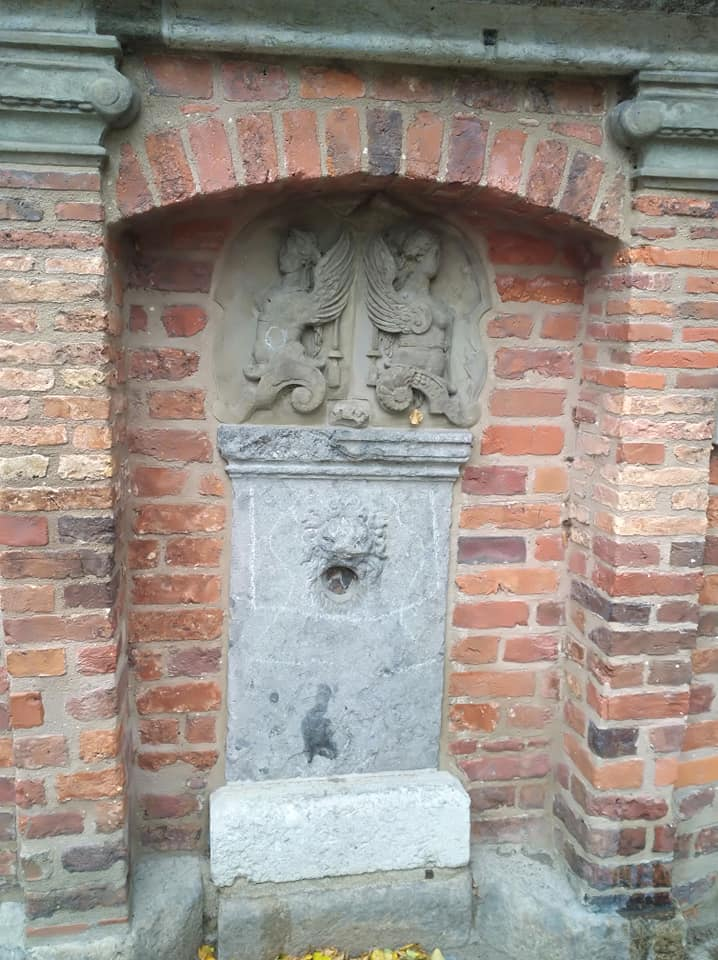
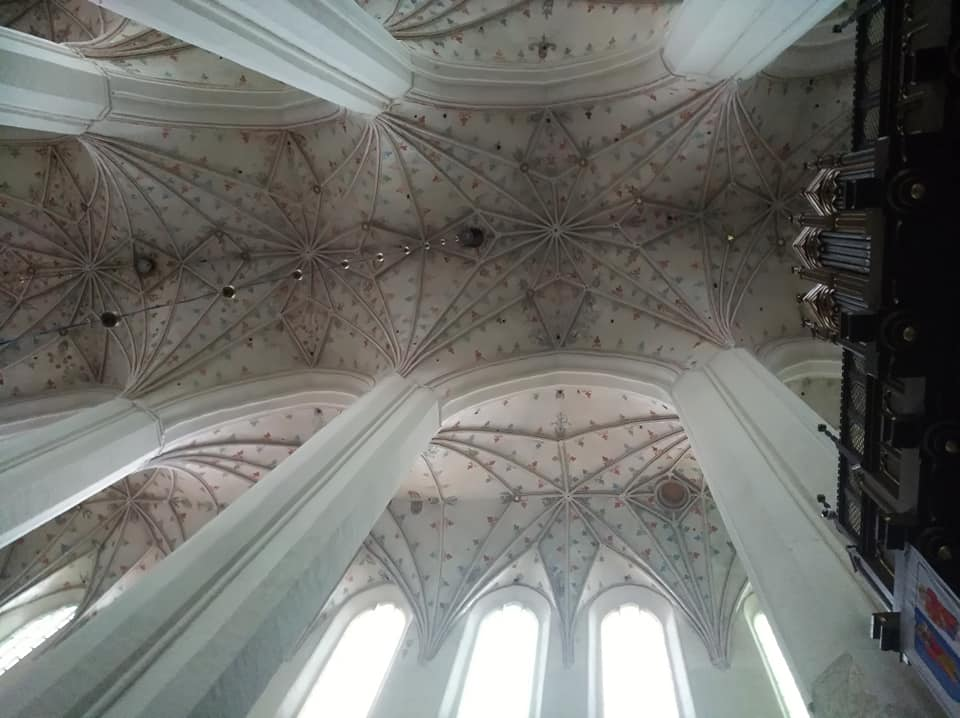
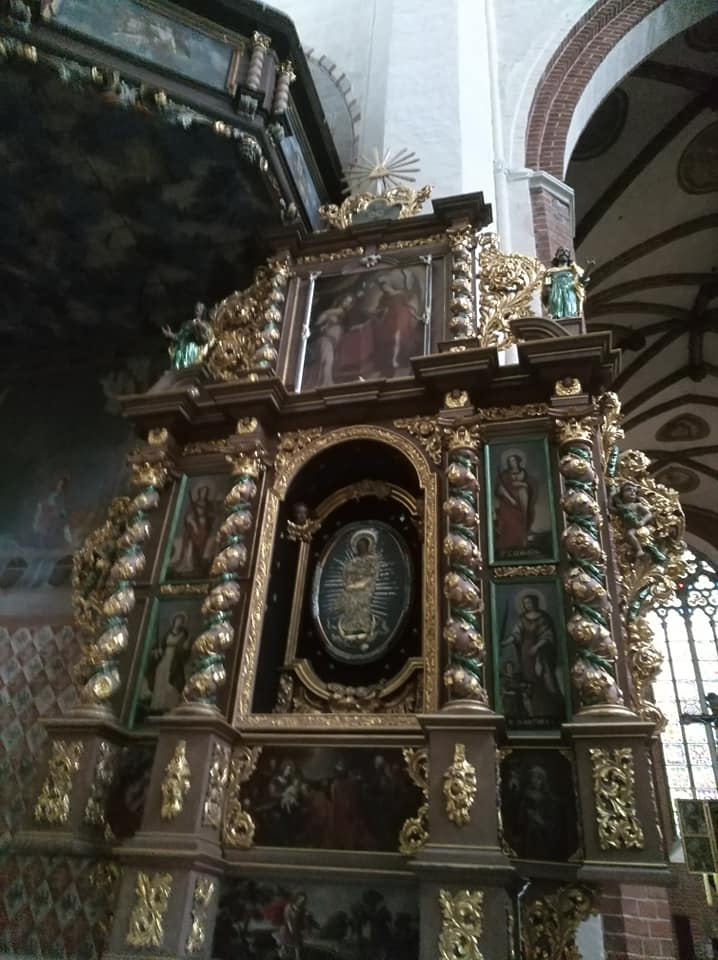
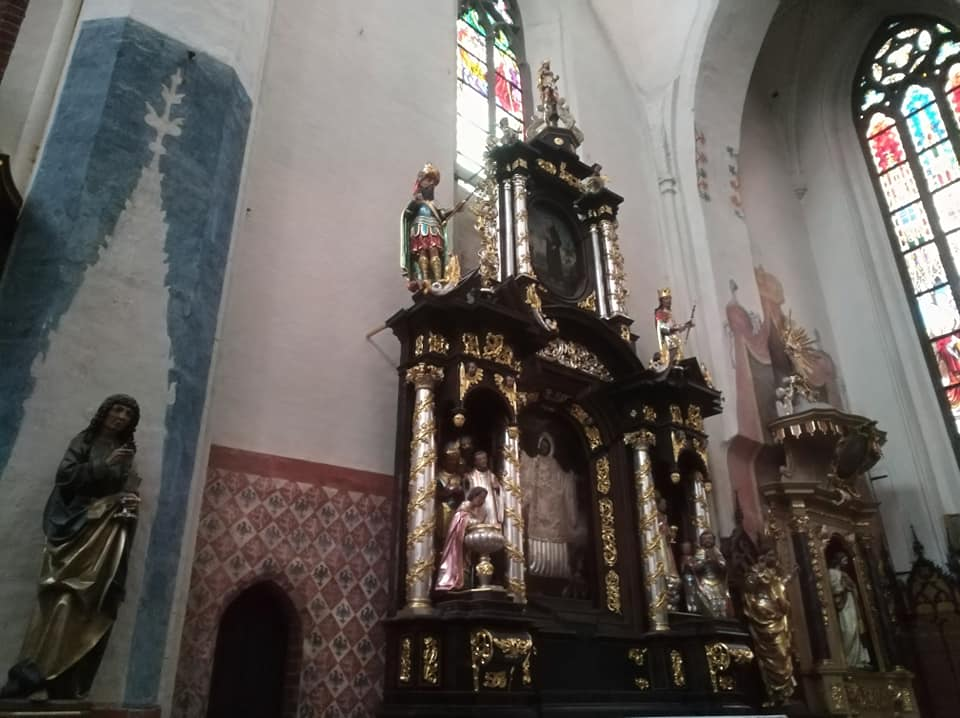
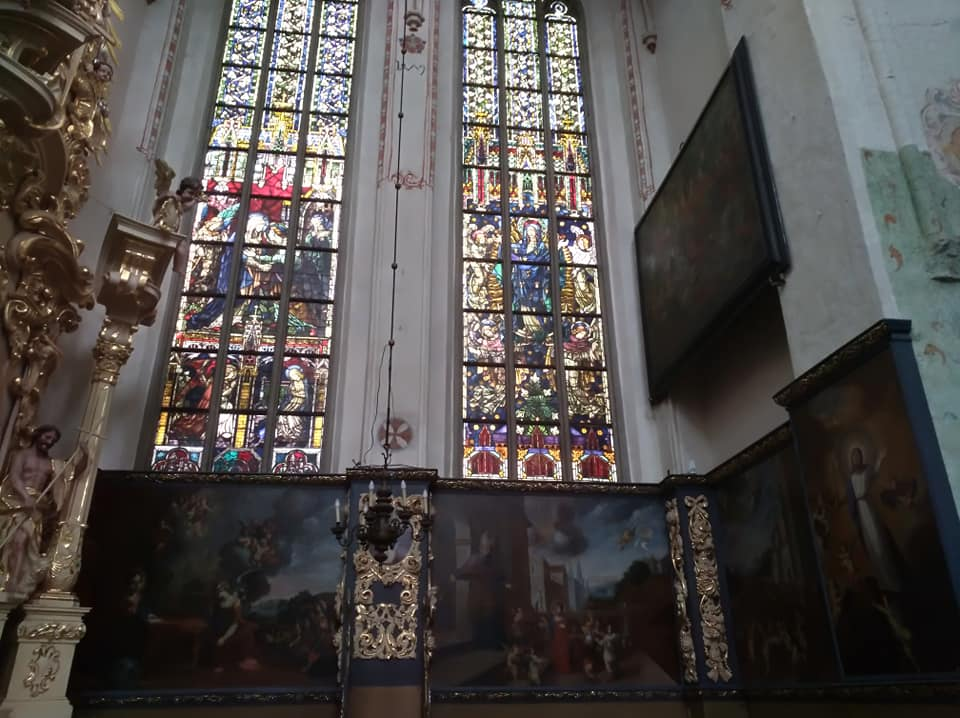
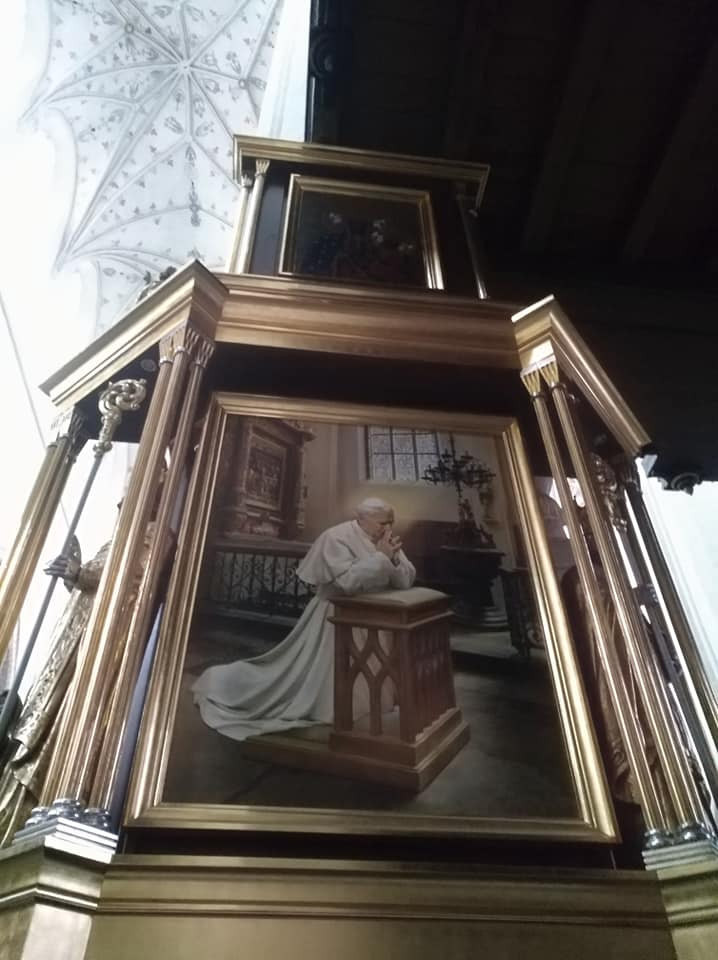
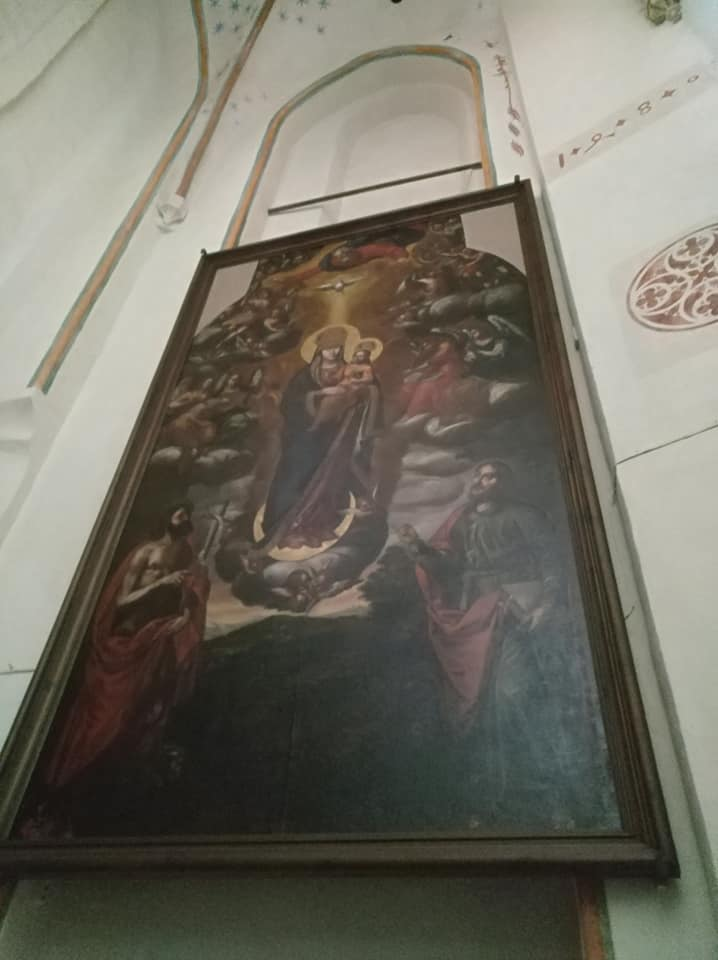
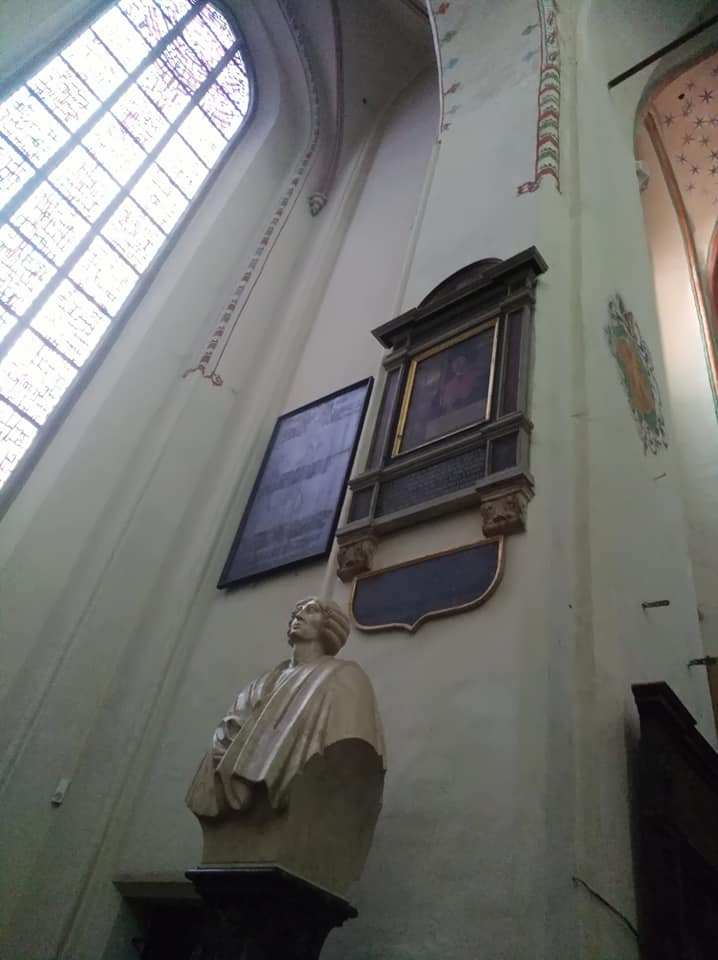

- Library of Congress Control Number: n2017021919
- Virtual International Authority File: 3580149296194780670000